# Лопатна
Лопатна (рум. Lopatna) — село в Оргеевском районе Молдавии. Наряду с сёлами Средняя Жора, Нижняя Жора и Верхняя Жора входит в состав коммуны Средняя Жора.

## География
Село расположено на высоте 58 метров над уровнем моря.

## Население
По данным переписи населения 2004 года, в селе Лопатна проживает 502 человека (253 мужчины, 249 женщин).
Этнический состав села:
| Национальность | Число жителей | Процентный состав |
| -------------- | ------------- | ----------------- |
| молдаване      | 498           | 99.2              |
| украинцы       | 3             | 0.6               |
| русские        | 1             | 0.2               |
| Всего          | 502           | 100 %             |

## Достопримечательности
- На 3 км к северу от села Лопатна располагается лесной природный заповедник Коблень — особо охраняемая территория Республики Молдова площадью 33,5 гектар, отличающаяся богатым биоразнообразием, водными и природными ресурсами с участками заболоченного луга, смешанного леса, а также каменистыми обнажениями и культурными строениями[7].